# 傅而保
傅而保（1633年—18世纪?），字公定，号箕庵，河南登封人，中國清朝官員。
祖父傅性良，曾任永寿知县、苏州同知。顺治七年（1650年）庚寅科拔贡，康熙二十六年（1687年），擢福建福清知县，任职至1691年。后改知江西永丰县。